# Куп СР Југославије у рагбију 2000.
Куп СР Југославије у рагбију 2000. је било 8. издање Купа Савезне Републике Југославије у рагбију. 
Трофеј је освојио Партизан.
| Освајач купа Југославије у рагбију 2000. |
| ---------------------------------------- |
| Рагби клуб Партизан 10. трофеј           |